# تپه قلعه یرلری
تپه قلعه یرلری مربوط به دوران پیش از تاریخ ایران باستان تا دوران‌های تاریخی پس از اسلام است و در استان قزوین، شهرستان آوج، بخش مرکزی روستای چوبینه واقع شده و این اثر در تاریخ ۱۹ اسفند ۱۳۸۰ با شمارهٔ ثبت ۴۹۵۱ به‌عنوان یکی از آثار ملی ایران به ثبت رسیده است.